# Donnelly (Idaho)
Donnelly is een plaats (city) in de Amerikaanse staat Idaho, en valt bestuurlijk gezien onder Valley County.

## Demografie
Bij de volkstelling in 2000 werd het aantal inwoners vastgesteld op 138.
In 2006 is het aantal inwoners door het United States Census Bureau geschat op 151, een stijging van 13 (9,4%).

## Geografie
Volgens het United States Census Bureau beslaat de plaats een oppervlakte van
0,7 km², geheel bestaande uit land. Donnelly ligt op ongeveer 1474 m boven zeeniveau.

## Plaatsen in de nabije omgeving
De onderstaande figuur toont nabijgelegen plaatsen in een straal van 52 km rond Donnelly.